# Kotulin (Silésie)
Pour les articles homonymes, voir Kotulin.
Kotulin est une localité polonaise de la gmina de Toszek, située dans le powiat de Gliwice en voïvodie de Silésie.